# Juan Bautista Maino

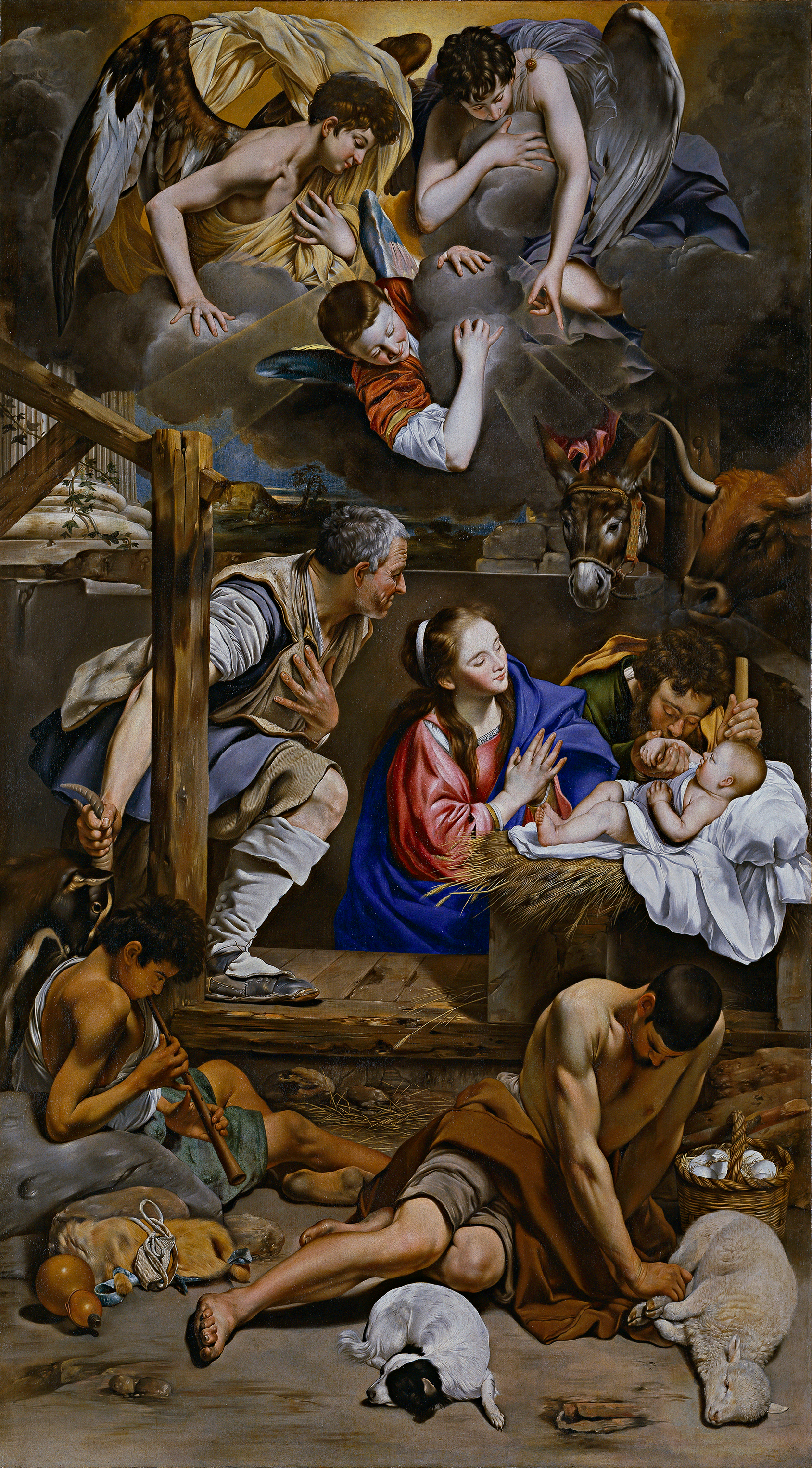
Pokłon pasterzy (1611-13)

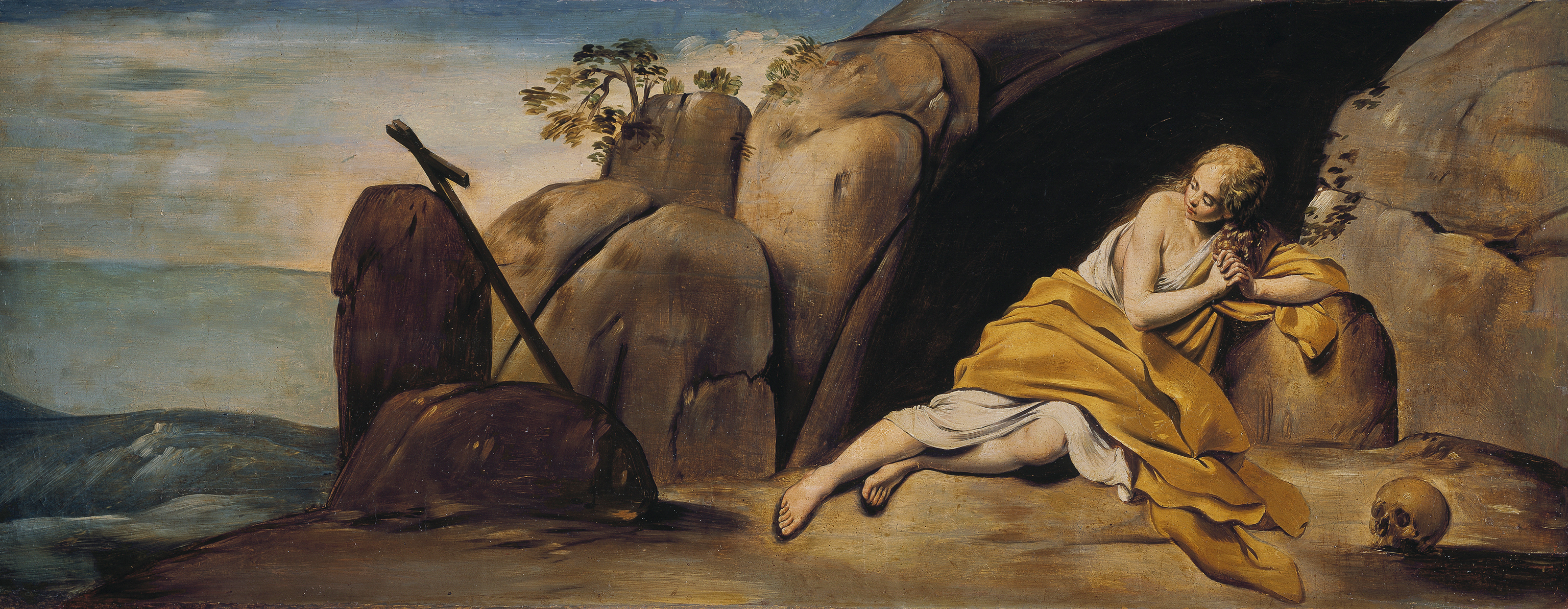
Pokutująca Maria Magdalena (1612)

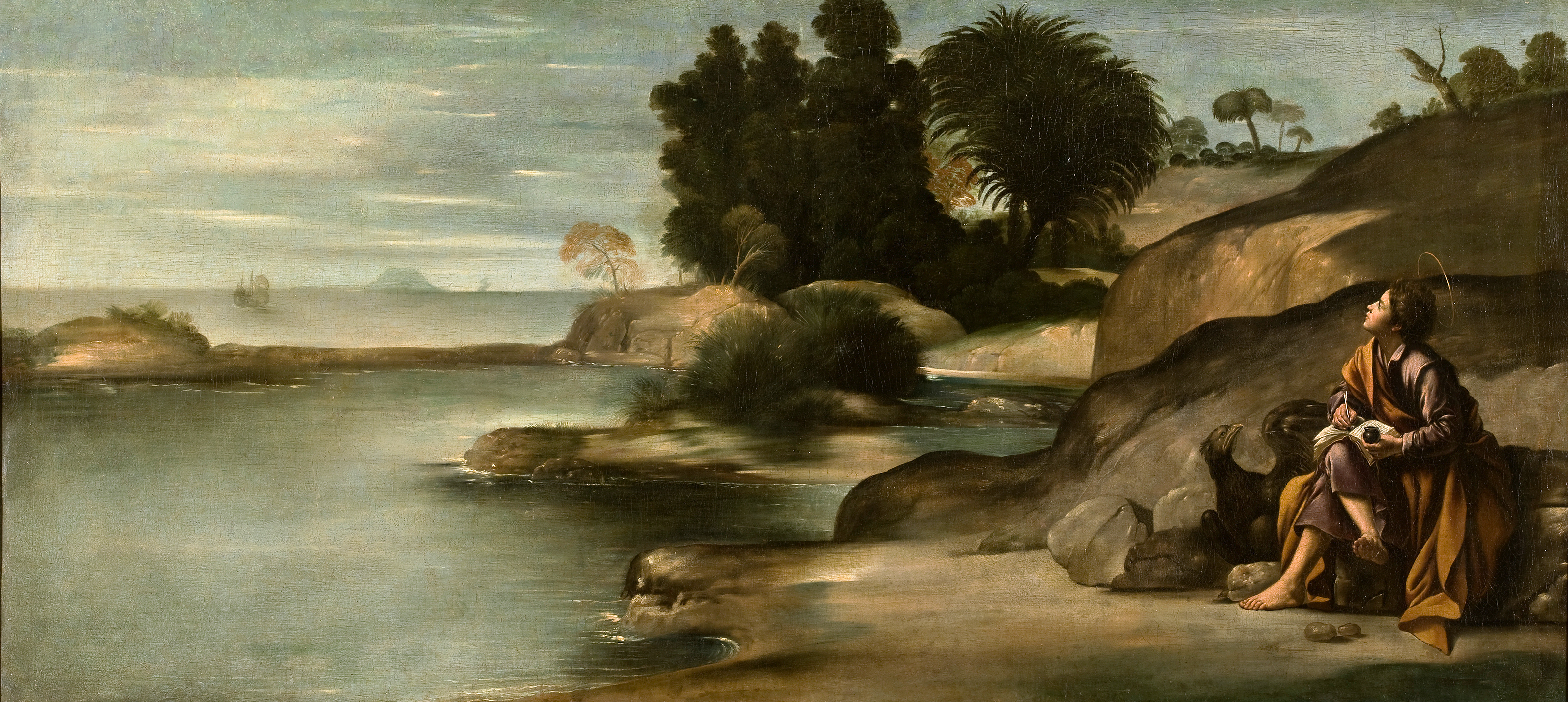
Św. Jan Ewangelista na Patmos

Juan Bautista Maino lub Mayno (ur. ok. 1580 w Pastrana, zm. 1649 w Madrycie – hiszpański malarz okresu baroku.
Był synem lombardzkiego malarza i już w młodości pracował dekorując Escorial. W latach 1600–1610 przebywał we Włoszech, gdzie zapoznał się m.in. z twórczością Caravaggia Po powrocie do Hiszpanii osiadł w Toledo, gdzie wstąpił do zakonu dominikanów. Od około 1620 przebywał w Madrycie na dworach Filipa III i Filipa IV pracując jako malarz królewski. Sprowadził też na dwór młodego Diego Velázqueza, którego był przyjacielem i mentorem. Otaczał także opieką malarza, rzeźbiarza i architekta Alonso Cano.
Juan Bautista Maino malował przede wszystkim obrazy religijne pod wyraźnym wpływem Caravaggia. Był również cenionym portrecistą. Najcenniejsze zbiory jego prac posiada Prado w Madrycie.

## Wybrane dzieła
- Brat Alonso de Santo Tomás - 1648-49, Museu Nacional d'Art de Catalunya, Barcelona
- Hołd Trzech Króli - 1612, 315 x 174 cm, Prado, Madryt
- Odzyskanie Bahii w 1625 roku - 1635, 309 x 381 cm, Prado, Madryt
- Pokłon pasterzy - 1612, 315 x 174 cm, Peado, Madryt
- Pokłon pasterzy - ok. 1613, 144 x 101 cm, Ermitaż, Sankt Petersburg
- Pokutująca Maria Magdalena - 1612, 58 x 155 cm, Prado, Madryt
- Portret mnicha - 47 x 33,3 cm, Ashmolean Museum, Oksford
- Portret szlachcica - 1613-18, 96 x 76 cm, Prado, Madryt
- Św. Jan Chrzciciel - 1611-13, 74 x 163 cm, Prado, Madryt
- Św. Jan Ewangelista - 74 x 163 cm, Prado, Madryt
- Zesłanie Ducha Świętego - 1612, 285 x 163 cm, Prado, Madryt
- Zmartwychwstanie - 1612, 295 x 174 cm, Prado, Madryt